# حسن فرحان المالکی
حسن بن فرحان المالکی، محقق تاریخ اسلام و حدیث است، که دادستان عربستان به اتّهام «تشویش اذهان عمومی» مجازات اعدام برای او درخواست کرده‌است، وفعلا در زندان بسر می‌برد.

## زندگی
حسن بن فرحان المالکی متولد ۱۳۹۰ هجری قمری در منطقه کوهستانی بنی مالک در جنوب سعودی (۱۵۰ کیلومتری شرق جازان) است، او در سال ۱۴۱۲ هجری قمری لیسانس تبلیغ و ارشاداسلامی خود را از دانشگاه محمّد بن سعود در ریاض گرفته‌است و سپس در مدینه و مکه نزد علمای طراز اول مکه ومدینه درس خوانده‌است، المالکی پس از گذراندن تحصیلات به تدریس، روزنامه‌نگاری و تألیف اشتغال داشته است.

## دیدگاه
او که به روایت خودش ابتدا سلفی افراطی و تکفیری بوده‌است، بعدها با بازنگری آن به نقد بنیادی آن روی می‌آورد.
وی معتقد است مسئله عدالت صحابه، به‌طور مطلق صحیح نیست، شواهد تاریخی فراوانی در دست است که برخی از صحابه عادل نبوده‌اند، حسن مالکی گزیدن ابوبکر را به جانشینی پیامبر و آنچه را در سقیفه رخ داد، با دلایل تاریخی، نادرست و ناساز با آموزه‌های اسلام و سنت عرب می‌داند.
وی از این رو، سه خلیفه نخست را فاقد شرط عدالت که لازمه خلافت است می‌داند
در عین حال، حدیث غدیر را صحیح‌ترین حدیث و علی را بیش از سه خلیفه دیگر، شایسته خلافت می‌داند.

## تالیفات
تالیفات او که در تاریخ اسلام است تماماً به زبان عربی می‌باشد:
٭معاویة فرعون هذه الٲمة
- حریة الاعتقاد فی القرآن الکریم والسنة النبویة

- داعیة ولیس نبیاً: حسن فرحان در این کتاب به دنبال تبیین خطاهای فکری محمد بن عبدالوهاب است. البته ادبیات حسن فرحان بسیار آرام و به دور از تندی است. او ضمن احترام به محمد بن عبدالوهاب به عنوان یک عالم و مبلغ معتقد است امروز برخی دربارهٔ محمد بن عبدالوهاب راه افراط را رفته‌اند و او را فراتر از جایگاه واقعی اش قرار داده‌اند. بر همین اساس نام کتاب را مبلغ نه پیامبر قرار داده‌است.
- نحو إنقاذ التاریخ الإسلامی
- قراءة فی کتب العقائد: حسن فرحان در این کتاب به نقد و بررسی تاریخی حنابله می‌پردازد.
- حسن الإجابة فی عقیدة الإمساک عما شجر بین الصحابة
- رواة الحدیث
- قراءة فی کتاب التوحید
- حدیث: معاویة فرعون هذه الأمة
- بحث فی إسلام معاویة بن أبی سفیان
- حدیث: إذا رأیتم معاویة علی منبری فأقتلوه
- حدیث الدبیلة
- هل مات معاویة علی دین الإسلام؟
- قض رأی ابن تیمیة فی إسلام معاویة
- بیعة علی بن أبی طالب فی ضوء الروایات الصحیحة (مشترک) - الطبعة الأولی عام ۱۴۱۷ هـ والثانیة عام ۱۴۱۸ هـ ویقع الکتاب فی ۳۴۲ صفحة من القطع الکبیر.
- سلسلة نحو إنقاذ التاریخ الإسلامی (۳) - الصحبة والصحابة بین الإطلاق اللغوی والتخصیص الشرعی، الطبعة الأولی ۱۴۲۲ هـ.
- سلسلة مع المعاصرین (۱) مع الشیخ عبدالله السعد، الطبعة الأولی عام ۱۴۲۲ هـ.
- سلسلة مع المعاصرین (۲) مع سلیمان العلوان فی معاویة بن أبی سفیان.
- سلسلة مع المعاصرین (۳) مع الدکتور سلیمان العودة - تحت‌الطبع.[۴]

## دستگیری و حکم اعدام
حدود دو سال پیش حسن فرحان بدون بیان اتهام و دلیل، از سوی حکومت سعودی، برای چندمین بار بازداشت گشت
حالا دادستان عربستان به اتّهام «تشویش اذهان عمومی» مجازات اعدام برای او درخواست کرده‌است
چندی پیش، سازمان دیدبان حقوق بشر با صدور بیانیّه‌ای از «احتمال صدور حکم اعدام» برای این دین‌پژوه نواندیش عربستانی، ابراز نگرانی کرد.